# 穆家镇
穆家镇，是中华人民共和国辽宁省辽阳市辽阳县下辖的一个乡镇级行政单位。

## 行政区划
穆家镇下辖以下地区：
胜利村、东穆家村、南穆家村、接官堡村、新台子村、南台口村、曹家村、郑家村、落虎村、黄青堆村、曾家村、鲁家村、六间房村、横道子村、古树村、黎起村和徐家营村。